# Babette Bardot
Babette Bardot (1940) è un'attrice, ballerina e modella svedese.

## Biografia
È apparsa nei film di Russ Meyer, tra cui Common Law Cabin e Mondo Topless. Dopo aver attratto l'attenzione per i suoi ruoli nei film di Russ Meyer, Babette Bardot iniziò a girare gli Stati Uniti d'America nel 1968 come ballerina di burlesque, sotto la guida del marito e manager, Bob Baker. Le sue apparizioni comprendevano il Gayety Theatre a New York, il Teatro Comunale di Chicago, e il Colony Club di Dallas. Oltre al burlesque, diventò una frequente ospite di programmi televisivi e radiofonici. Anche se non confermato, Babette ha sostenuto che lei fosse una lontana parente di Brigitte Bardot e una volta posò per Pablo Picasso, nella sua tarda adolescenza. Durante la guerra del Vietnam, grazie alla sua popolarità, apparì in foto sul quotidiano statunitense Stars and Stripes.

## Filmografia
- Mondo Topless, regia di Russ Meyer (1966)
- Common Law Cabin, regia di Russ Meyer (1967)
- I, Marquis de Sade, regia di Richard Hilliard (1967)